# Chakhmaty v SSSR

Chakhmaty v SSSR (en russe : Шахматы в СССР, qui donne en français : Les échecs en URSS) était le nom d'un magazine d'échecs mensuel soviétique, également organe de presse de la Fédération soviétique des échecs. Le magazine a été fondé en 1921. En 1987, il était distribué dans 50 pays du monde, pour un tirage total d'environ 52000 exemplaires.
Après la fin de l'URSS, le magazine est renommé en 1995 Les échecs en Russie (en russe : Шахматы в России, Chakmaty v Rossii). Mais sa publication est finalement arrêtée en 1999.

## Histoire du magazine
- En 1921 est publié le premier numéro de La feuille de la coupe d'échecs de Petrogubkommuna. Le premier numéro daté du 20 avril était réellement une feuille de papier : au recto étaient présentées deux parties d'échecs, et au verso deux autres, ainsi qu'une chronique des événements échiquéens. Il était tiré à 200 exemplaires. À la fin de l'année 1921, 34 feuilles avaient ainsi été publiées, pour un tirage plus que doublé : 500 exemplaires paraissaient alors. La publication de cette feuille est toutefois stoppée.
- En août 1922, la publication est rebaptisée Chakhmatny listok (en cyrillique : Шахматный листок, La feuille échiquéenne) et devient un journal, organe du Conseil des échecs de Petrograd. Son tirage double encore pour atteindre les 1 000 exemplaires. Il participe à la campagne pour créer l'Union panrusse des échecs, en 1923, et à la suite de sa création, il devient son organe d'impression. Après le IIIe Congrès d'échecs d'URSS (1924), le magazine a été transféré à la section d'échecs de toute l'Union du Conseil suprême de la culture physique .
- En 1931, à partir du 13e numéro, Chakhmatny Listok devient Chakhmaty v SSSR (Les échecs en URSS), nom qu'il gardera jusqu'à la chute de l'Union soviétique. Pendant les premières années, il est encore publié à Leningrad, mais en 1938, il change de ville pour s'établir à Moscou. Le journal connaîtra une dernière réelle difficulté entre 1941 et 1945, sa parution cesse pendant la Grande Guerre patriotique contre les nazis. A la fin de la guerre, sa parution reprend et s'internationalise. Il sera diffusé dans 50 pays et à plus de 52000 exemplaires en 1987.
- En 1992, après la chute du régime communiste, le magazine fusionne avec Express-Chakhmat (en cyrillique : Экспресс-шахматы, en français : Échecs Express) pour devenir Chakhmatny Vestnik (en cyrillique : Шахматный вестник, Le Bulletin échiquéen).
- En 1995, le magazine change encore de nom pour devenir Chakhmaty v Rossii (en cyrillique : Шахматы в России, en français : Les Échecs en Russie).
- Le magazine cesse de paraître en 1999.

## Equipe de rédaction
Les principaux directeurs de la revue étaient :
- Samuel Weinstein (jusqu'en 1925).
- Alexandre Iline-Jenevsky (1925-1930 et 1936-1937).
- L. F. Calm (1933-1936).
- V. Ye. German (1938-1940, 1945-1946).
- V.V. Goltsev (1940-1941).
- Viatcheslav Ragozine (1946-1962).
- Youri Averbakh (pour le n°5 en 1962)[1].

## Activités

### Thèmes et activités de la revue
Les principaux thèmes et activités de la revue étaient :
- La couverture des événements échiquéens mondiaux contemporains.
- L'amélioration des qualifications des lecteurs aux échecs, publication des documents de référence et de recherche sur la théorie des échecs et l'histoire des échecs.
- L'aide à l'organisation du mouvement échiquéen dans le pays, à l'organisation de compétitions et de concours.
- L'analyse des activités des fédérations et clubs d'échecs.

### Sections du journal
Les sections permanentes de la revue étaient notamment :
- Parties
- Théorie
- Tribune créative
- Notre école
- Du patrimoine classique
- Histoire et modernité
- Les échecs sont un bon compagnon
- À l'étranger
- Composition
- Courrier des lecteurs
- Archives

D'autres sections pouvaient être ajoutées.
Le magazine a organisé des concours annuels d'études et de problèmes d'échecs, comme déjà signalé.

## Littérature
- Échecs. Dictionnaire encyclopédique. - M .: Encyclopédie soviétique, 1990.